# Cannons
Cannons ist eine US-amerikanische Indie Pop-Band aus Santa Clarita, Los Angeles, Kalifornien.

## Geschichte
Ryan Clapham und Paul Davis kannten sich bereits aus der Schulzeit, wohnten in Santa Clarita - eine Autostunde von Los Angeles entfernt, in derselben Straße und begannen in ihren Teenager-Jahren Musik zu komponieren. Die erste Bühne war zu Beginn in Paul's Garage.  2013 gingen die beiden einen Schritt weiter und suchten über eine Anzeige auf der Webseite Craigslist eine Sängerin. Ryan traf sich dabei mit Michelle in einem Café., die eigentlich auf dem Heimweg nach Florida war. Beide mochten die gleiche Musik und es funkte. Mit Michelle Joy fanden Ryan und Paul die perfekte Ergänzung, endlich die Stimme für die Band gefunden zu haben. Paul liebt die Langlebigkeit der Musik der 1950er und 1960er, erweitert die Kompositionen mit Verfeinerungen, während Ryan die musikalischen Blaupausen entwirft.
Ryan Clapham ist mit Amber Smith verheiratet. Die beiden heirateten am 11. September 2021 in Los Angeles und zogen mit ihrem Hund Banjo in ein eigenes Haus.
Paul Davis ist seit 2009 mit seiner großen Liebe Melissa Coco Diaz verheiratet.
Michelle Joy, eigentlich Michelle Lewis, wuchs in Süd Florida auf, ging auf die Piper High School in Sunrise, Florida. Sie nahm die Musik-Cassetten ihres Vaters zum Überspielen mit eigenen Songkreationen, nahm während der Collegezeit Gitarrenkurse und sieht Singen als Therapie an, was sich auch in melancholisch angehauchten Texten widerspiegelt. Während ihres Studiums an der Florida State University (FSU) arbeitete sie für einen Musikradiosender. 2013 zog sie dann von Tallahassee (der Hauptstadt Floridas) an die Westküste nach Los Angeles und jobbte als Model, in einer Cafebar als Barista, in einem Restaurant, als Repräsentantin eines Fotografens oder als Therapeutin für Benimmregeln für autistische Kinder.
Sie hält sich mit Cross Country Läufen fit. Dabei wird sie von ihrem Vater, einem ehemaligen Olympiaathleten und Bahnläufer, trainiert.
Die Band Cannons ist für sie der erste Schritt in die Musikwelt als professionelle Sängerin. Anfangs schickten Ryan und Paul das Material per E-Mail an Michelle, die ihre Texte und Gesangseinlagen aus der Entfernung einbringen konnte. Dabei entstand der erste gemeinsame Song „Shallow Lagoon“, ohne sich dabei in einem gemeinsamen Studio getroffen zu haben. Ihrer Heimat in Florida bleibt sie treu. Michelle wird während der Konzerte von ihrer jüngeren Schwester Mariah Lewis mit dem Verkauf von Fanartikeln unterstützt. Bei den Songtexten steckt Michelle dahinter, wobei Ryan in Abstimmung mit ihr - harmonisch, Ergänzungen beisteuert.

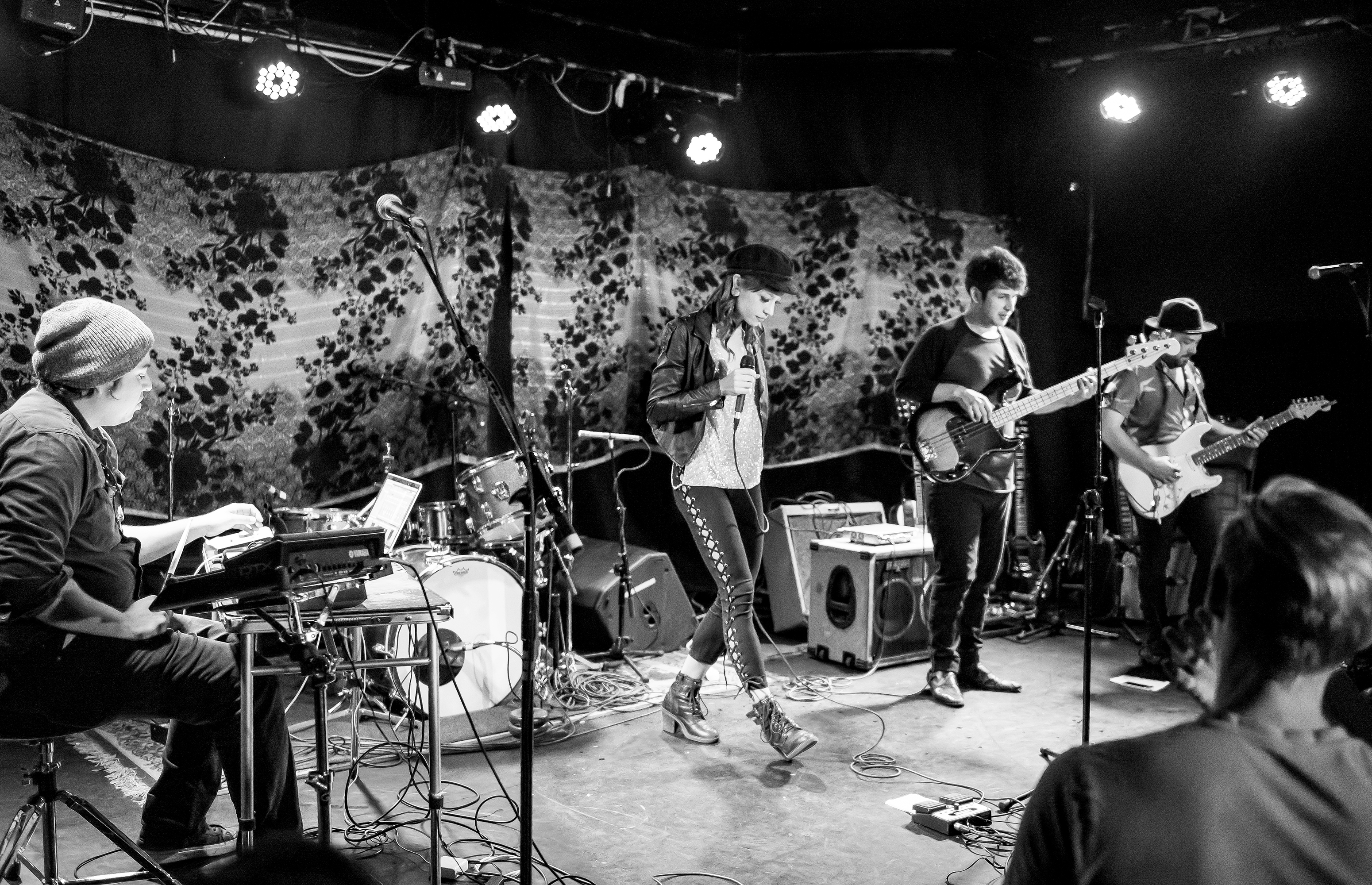
Cannons live im The Satellite in Silverlake, Los Angeles (2017)

## Die Anfänge
2014 veröffentlichten Cannons die in Eigenregie produzierte EP Up All Night. Gemanaged werden sie von Jon Siebels (No Smoke Management), dem Gitarristen der Band Eve.
Mit mehr als 20 Millionen Aufrufen auf der Online-Streaming-Plattform SoundCloud sowie aktiver Unterstützung von DJs des amerikanischen National Public Radio - Senders KCRW aus Kalifornien, tourte die junge Band als Teil einer großen Künstlertruppe auf zahlreichen Musikfestivals durch Nordamerika.
Auf den Touren wird das Trio von dem Schlagzeuger Ben Hilzinger begleitet.
2015 wurde das von der Gruppe gesungene Lied „Body Talk“ für die 7. Episode der ersten Staffel der Sportserie „Ballers“, die auf HBO startete, lizenziert und die Komposition „Evening Star“ als Titelsong für eine Werbung für die Modelinie Topshop von Kendall & Kylie Jenner ausgewählt.
2017 folgte das Debütalbum Night Drive im digitalen Format (Digitaler Download). Im Herbst 2017 wurde der Song „Round and Round“ in der 7. Folge sowie „Evening Star“ in der 14. Folge der fünften Staffel der Fantasy-Serie „Lucifer“ aufgeführt, die auf US-amerikanischen Fernsehsender FOX, ausgestrahlt wurde.
Ein Jahr später folgte mit Heartbeat eine weitere EP.
Mit dem Label AntiFragile Music wurde 2019 das zweite Studio-Album Shadows digital zur Verbreitung über Streaming-Dienste veröffentlicht. Der britische Sänger, Gewinner mehrerer Grammy- und Brit-Awards, Songwriter, Schauspieler und Ex-Mitglied der Boyband One Direction – Harry Edward Styles – hörte Cannons‘ Musik, worauf die Boyband deren Bekanntheitsgrad der Gruppe nutzten, bewarben sie die Band Cannons aktiv im Internet. und luden sie zur Teilnahme an einer großen gemeinsamen ausverkauften Show in der Indoor-Sport- und Konzertarena „The Forum“ in Inglewood (einem Vorort von Los Angeles) ein. Die Single „Fire for You“, für die 2020 auf Netflix ausgestrahlte Comedy-Drama TV-Serie Never Have I Ever, wurde bei Shazam (Dienst)-Abrufen Nummer 1 und brachte der Band die Aufmerksamkeit von Columbia Records, welche das Trio unter Vertrag nahm.
2021 erreichte das Lied Fire for You Platz 1 der Billboard Alternative Airplay Charts.
Im März 2022 wurde mit Fever Dream das dritte Studio-Album veröffentlicht (neben dem digitalen Format erstmals auch auf Vinyl in einer Sammelauflage von 500 Exemplaren,)
Am 10. November 2023 veröffentlichten Cannons das vierte Studio-Album Heartbeat Highway an, wobei man mit der Single-Auskopplung „Crush“ einen Vorgeschmack erhalten konnte.

## Trivia
Der Bandname wurde bereits von sechs anderen Bands genutzt. Auf ihren Shows und in Music-Videos präsentiert sich die Band im groovigen Glitter-Stil der 1970er- und Elektro-Funkigen 1980er Jahre. Cannons bezeichnen ihren Musikstil als Future Boogie.

## Diskografie

### Alben
- 2017: Night Drive (Album, Selbstverlag)
- 2019: Shadows (Album, AntiFragile)
- 2021: Covers by Cannons (Album, Lizenziert durch Columbia Records)
- 2022: Fever Dream (Album, Columbia Records)
- 2023: Heartbeat Highway (Album, Columbia Records)

### EPs
- 2014: Up All Night (EP, Selbstverlag)
- 2018: In a Heartbeat (EP, Selbstverlag)

### Lieder
- 2019: Fire for You (US: Platin)[38]